# Kozje
Kozje (in tedesco Drachenburg) è un comune di 3 341 abitanti della Slovenia orientale.

## Suddivisione
Il comune di Kozje è suddiviso in 23 frazioni:
- Bistrica
- Buče
- Dobležiče
- Drensko Rebro
- Gorjane
- Gradišče
- Gubno
- Ješovec pri Kozjem
- Klake
- Kozje
- Lesično
- Ortnice
- Osredek pri Podsredi
- Pilštanj
- Podsreda
- Poklek pri Podsredi
- Topolovo
- Vetrnik
- Vojsko
- Vrenska Gorca
- Zagorje
- Zdole
- Zeče pri Bučah